# Raphael Bouju
Raphael Bouju (* 15. Mai 2002 in Amsterdam) ist ein niederländischer Leichtathlet, der sich auf den Sprint spezialisiert hat.

## Sportliche Laufbahn
Erste internationale Erfahrungen sammelte Raphael Bouju im Jahr 2018, als er bei den U18-Europameisterschaften in Győr in 10,64 s die Goldmedaille im 100-Meter-Lauf gewann. 2022 startete er mit der niederländischen 4-mal-100-Meter-Staffel bei den Weltmeisterschaften in Eugene und schied dort mit 39,07 s im Vorlauf aus. Anschließend belegte er bei den Europameisterschaften in München in 38,25 s den vierten Platz im Staffelbewerb. Im Jahr darauf schied er bei den Halleneuropameisterschaften in Istanbul mit 6,61 s im Halbfinale im 60-Meter-Lauf aus. Im Juni wurde er bei der 1. Liga der Team-Europameisterschaft im Zuge der Europaspiele in Chorzów in 10,14 s Zweiter über 100 Meter und sicherte sich damit ligenübergreifend die Silbermedaille hinter dem Italiener Samuele Ceccarelli. Zudem wurde er mit der Staffel in 38,77 s Dritter im A-Lauf. Anschließend gewann er bei den U23-Europameisterschaften in Espoo in 10,17 s die Silbermedaille über 100 Meter hinter dem Briten Jeremiah Azu und auch im 200-Meter-Lauf sicherte er sich in 20,68 s die Silbermedaille hinter dem Israeli Blessing Afrifah. Zudem kam er mit der Staffel im Finale nicht ins Ziel. Im August schied er bei den Weltmeisterschaften in Budapest mit 10,20 s im Halbfinale über 100 Meter aus und kam mit der Staffel im Vorlauf nicht ins Ziel.
In den Jahren 2022 und 2023 wurde Bouju niederländischer Meister im 100-Meter-Lauf. Zudem wurde er 2023 Hallenmeister im 60-Meter-Lauf.

## Persönliche Bestleistungen
- 100 Meter: 10,02 s (+1,4 m/s), 10. Juni 2023 in Genf
  - 60 Meter (Halle): 6,59 s, 4. März 2023 in Istanbul
- 200 Meter: 20,65 s (+0,5 m/s), 27. Mai 2023 in Oordegem